# 心の概念
『心の概念』（こころのがいねん、英: The Concept of Mind）とは、1949年にイギリスの哲学者・ギルバート・ライルによって発表された心の哲学の書籍である。
20世紀初頭、論理実証主義者は、哲学を研究するためには、日常言語を排除して厳密な用語法を確立することを主張していた。ライルは日常言語の使用に関する誤りが哲学の多くの問題を引き起こしていると考え、心に関連する表現を含む文章がどのような論理構造を持っているかを研究することによって、伝統的な心身問題を解決することを試みた。
本書は第1章デカルトの神話、第2章方法を知ることと内容を知ること、第3章意志、第4章情緒、第5章傾向性と事象、第6章自己認識、第7章感覚と観察、第8章想像力、第9章知性、第10章心理学、以上から構成されている。
ライルはルネ・デカルトが「公式教義」を提起して以来、近代哲学が繰り返してきた議論では、心について誤った範疇が使用されてきたと判断し（カテゴリーミステイク）、観念論と唯物論の論争が擬似的な問題に過ぎないと考えた。ライルの見解によれば、人間には精神があることと身体があることはどちらも適切であるものの、精神と身体は異なる類型であるために対等に並べて比較することは適切ではない。また情緒の概念についてはあくまで傾向性を示すものであり、特定の場面において発生する出来事を表すとは限らない。さらに意思作用についても日常言語には存在しない人為的な概念を導入したものである。このような心の概念について検討した上でライルはデカルト以後の公式教義を批判し、心の哲学に関する新しい枠組みを提示している。

## 書誌
- 坂本百大ほか訳『心の概念』みすず書房、1987年 ISBN 4622017709